# Garage Girls
Garage Girls är en amerikansk pornografisk film från 1982, regisserad av Gary Graver. I rollerna ser vi bland andra Dorothy Le May, Chris Cassidy och Jon Martin.
Filmen handlar om några unga kvinnor, under merparten av filmen klädda i endast hängsle- och underbyxor, som just startat upp en bilverkstad, där de reparerar bilar mot betalning. Dock saboteras verksamheten av en förklädd person, som bland annat kastar en stinkbomb in i verkstaden.
Kvinnorna har sexuellt umgänge med sina kunder, och lite med varandra. I filmen får man även se en kristen ungdomsgrupp, vars bil en av kvinnorna reparerar, ha sexuellt umgänge med varandra i en husvagn.
Filmen har drag av komedi, bland annat då man ser ett par rånare som far igenom staden på ett vanvettigt sätt, och råkar köra över personer med olika personlighetstyper, som reagerar på komiska sätt (bland annat två homosexuella män). Dessa rånare övermannas av verkstadskvinnorna och tas omhand av polisen.
I filmen slutskede jagar en av verkstadskvinnorna, tillsammans med en polisman, den maskerade sabotören - nu förklädd till gorilla - och får fast honom. Det visar sig att han arbetar på en äldre bilfirma, som reparerat bilar sedan 40 år, och som inte vill ha konkurrens. Verkstadskvinnan och polismannen låter sabotören löpa, mot att denna ger upp sabotaget. Filmen slutar med att de bägge rånarna, nu iförda klassiska svart-vit-randiga kläder, under tiden verkstadskvinnorna och polismannen firar sin första verksamma tid, stjäl verkstadens firmabil och far iväg.